# Goodenia lunata
Goodenia lunata är en tvåhjärtbladig växtart som beskrevs av John McConnell Black. Goodenia lunata ingår i släktet Goodenia och familjen Goodeniaceae. Inga underarter finns listade i Catalogue of Life.

## Bildgalleri

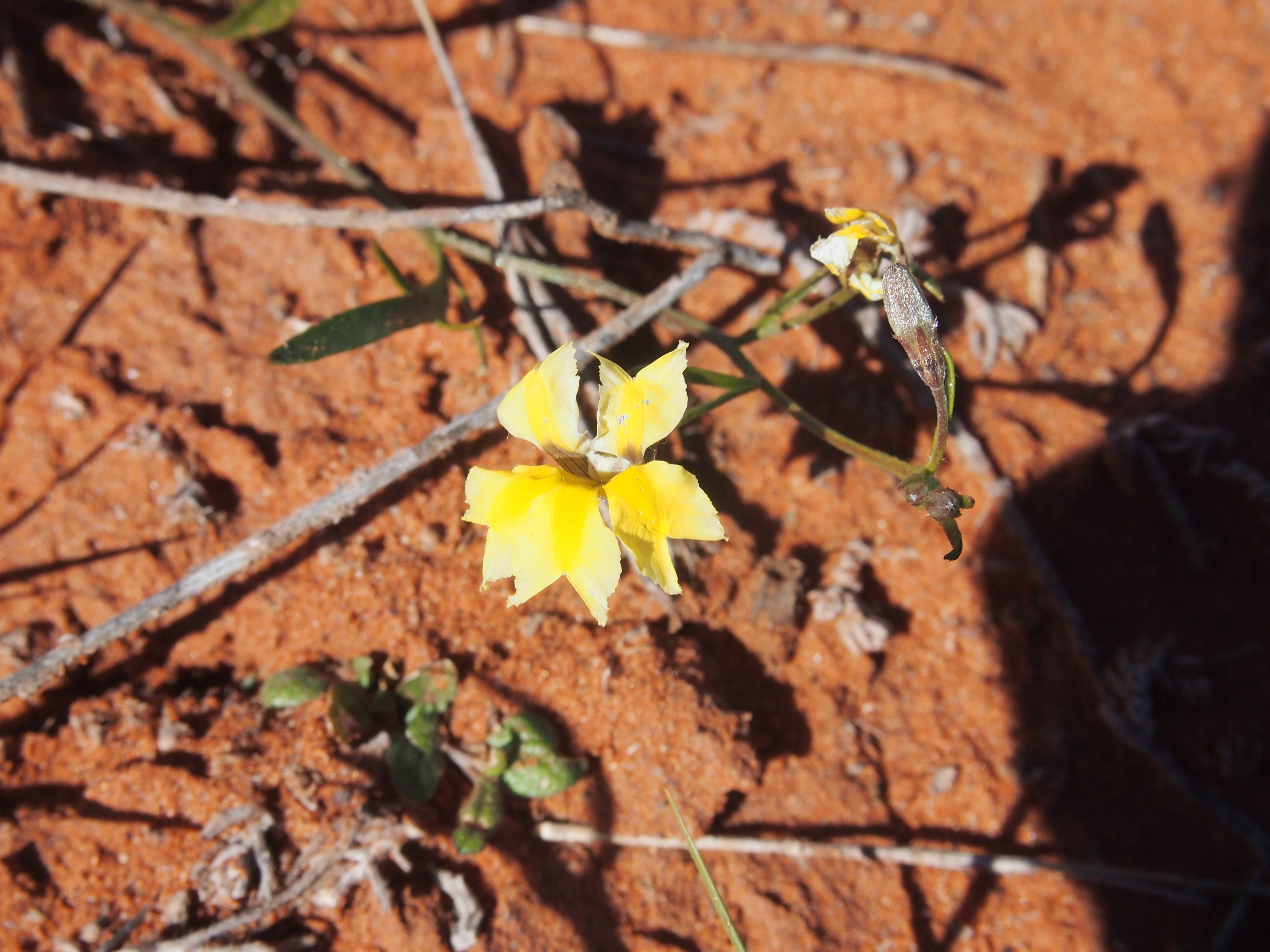
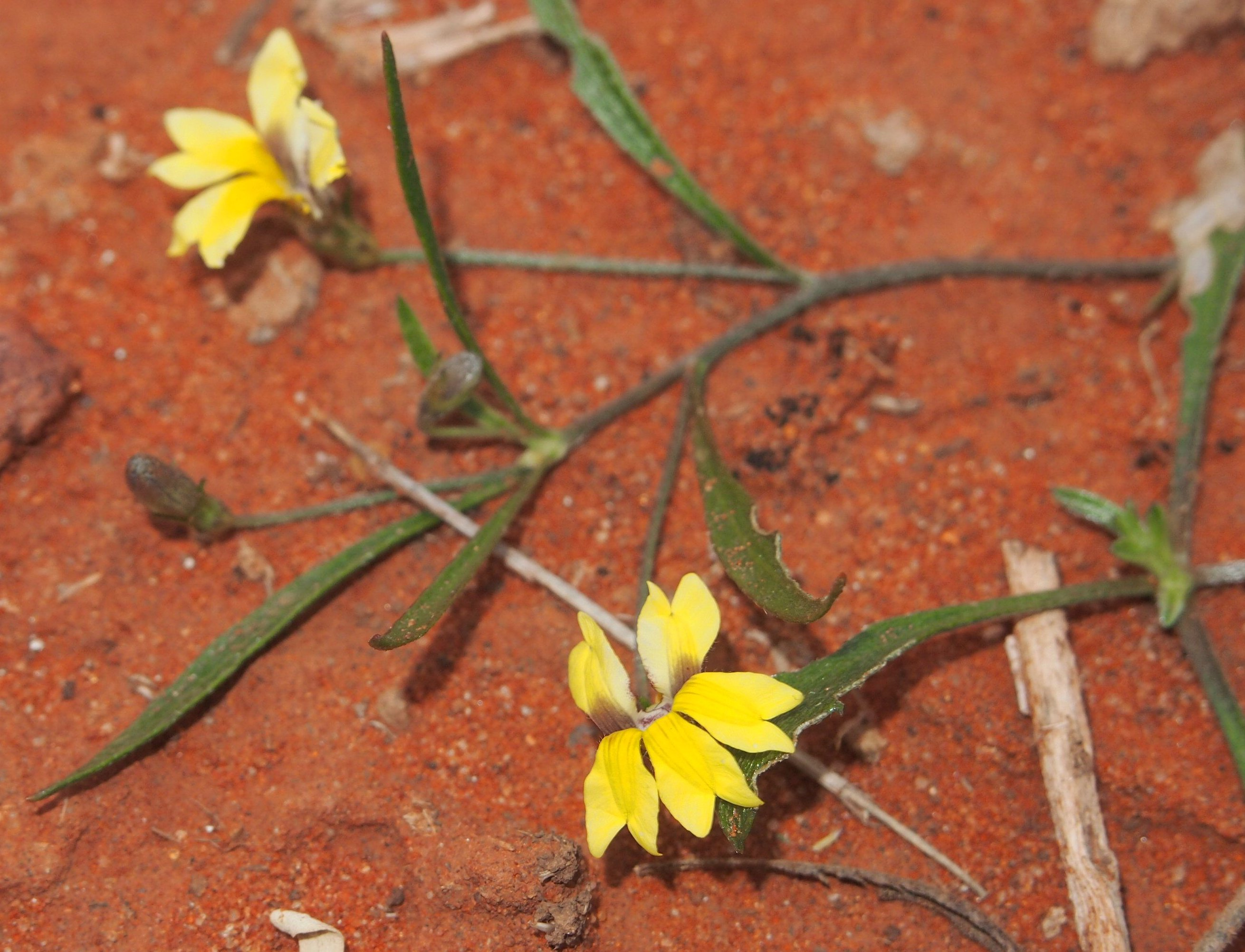
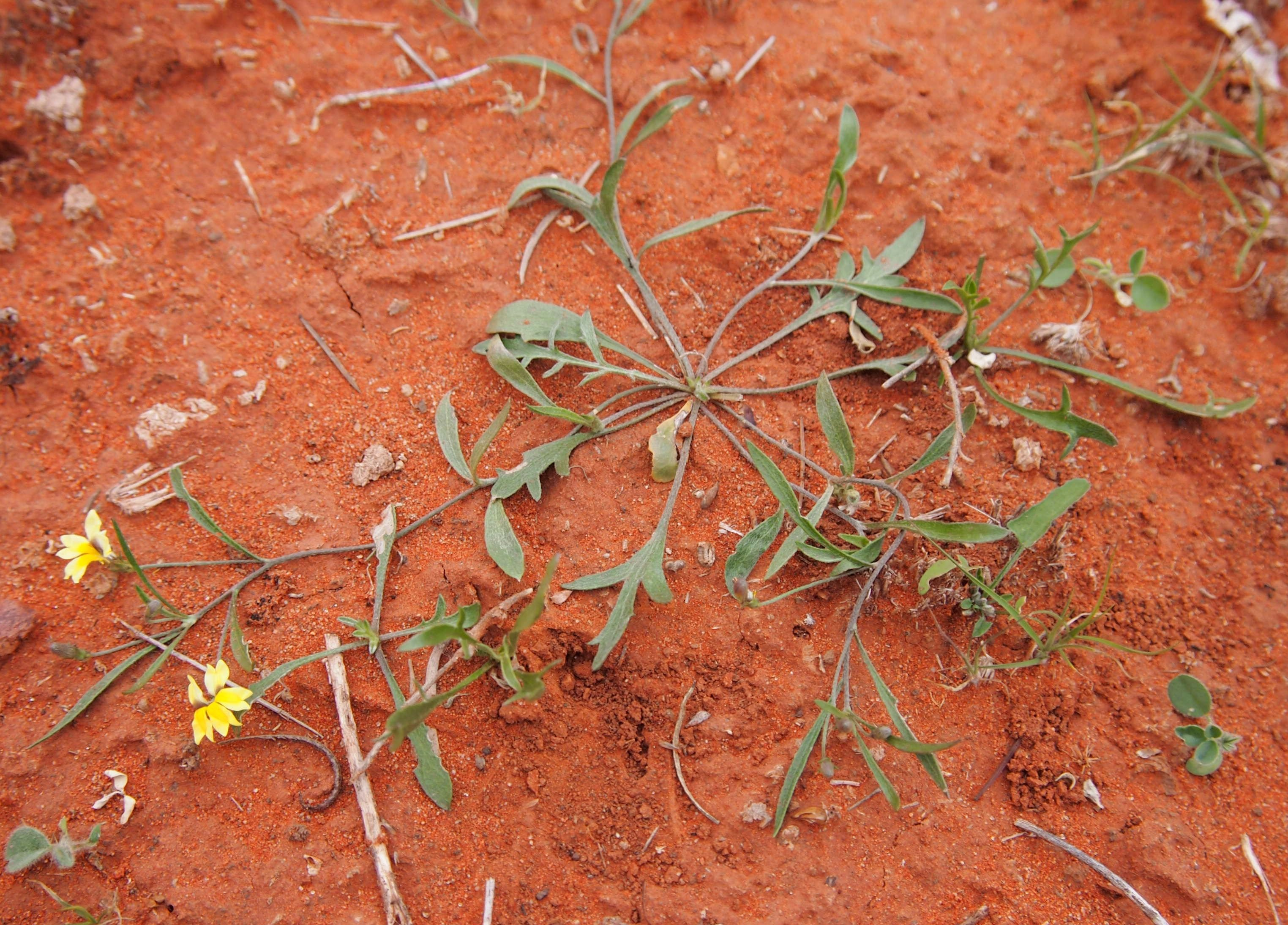
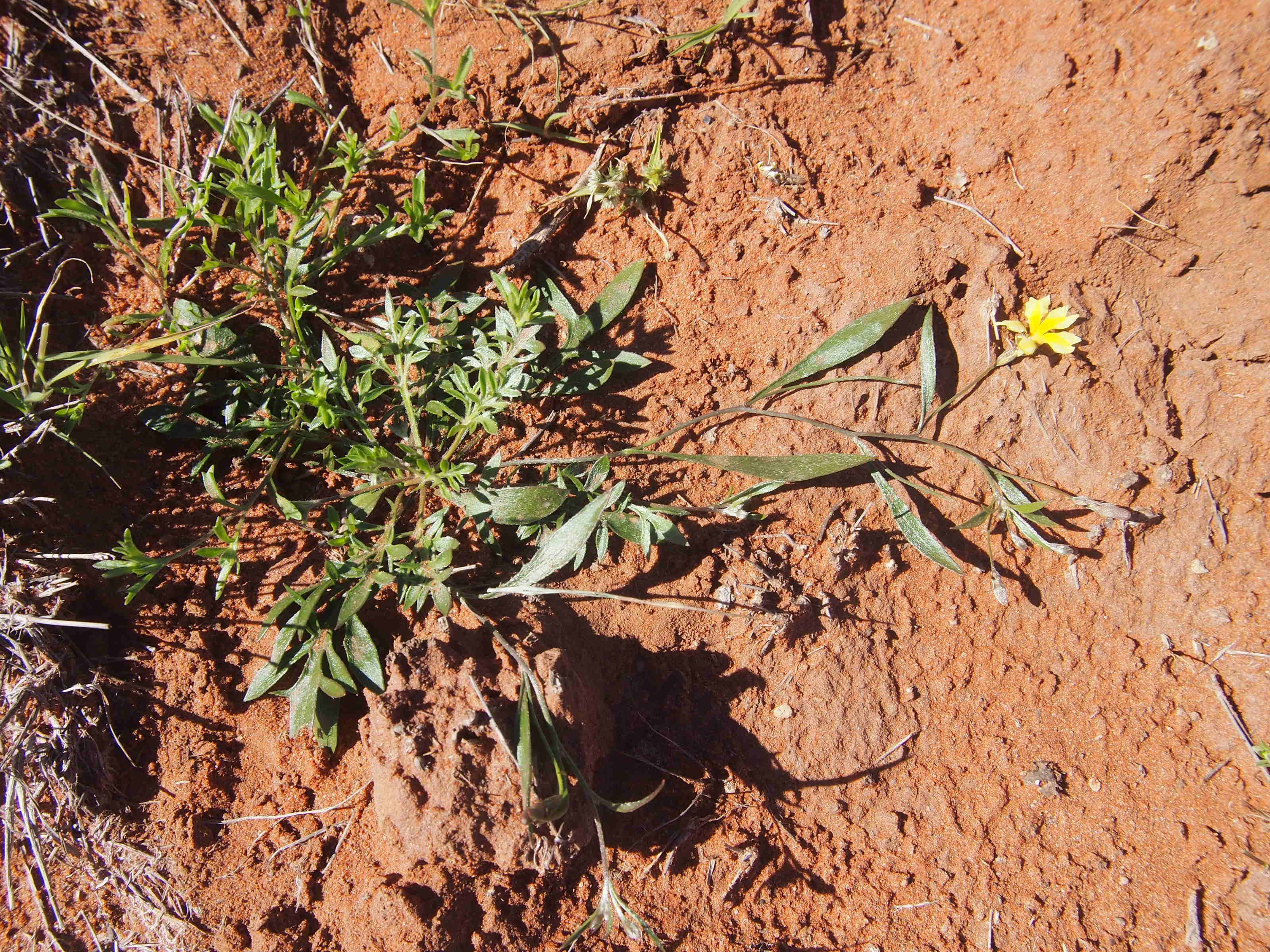
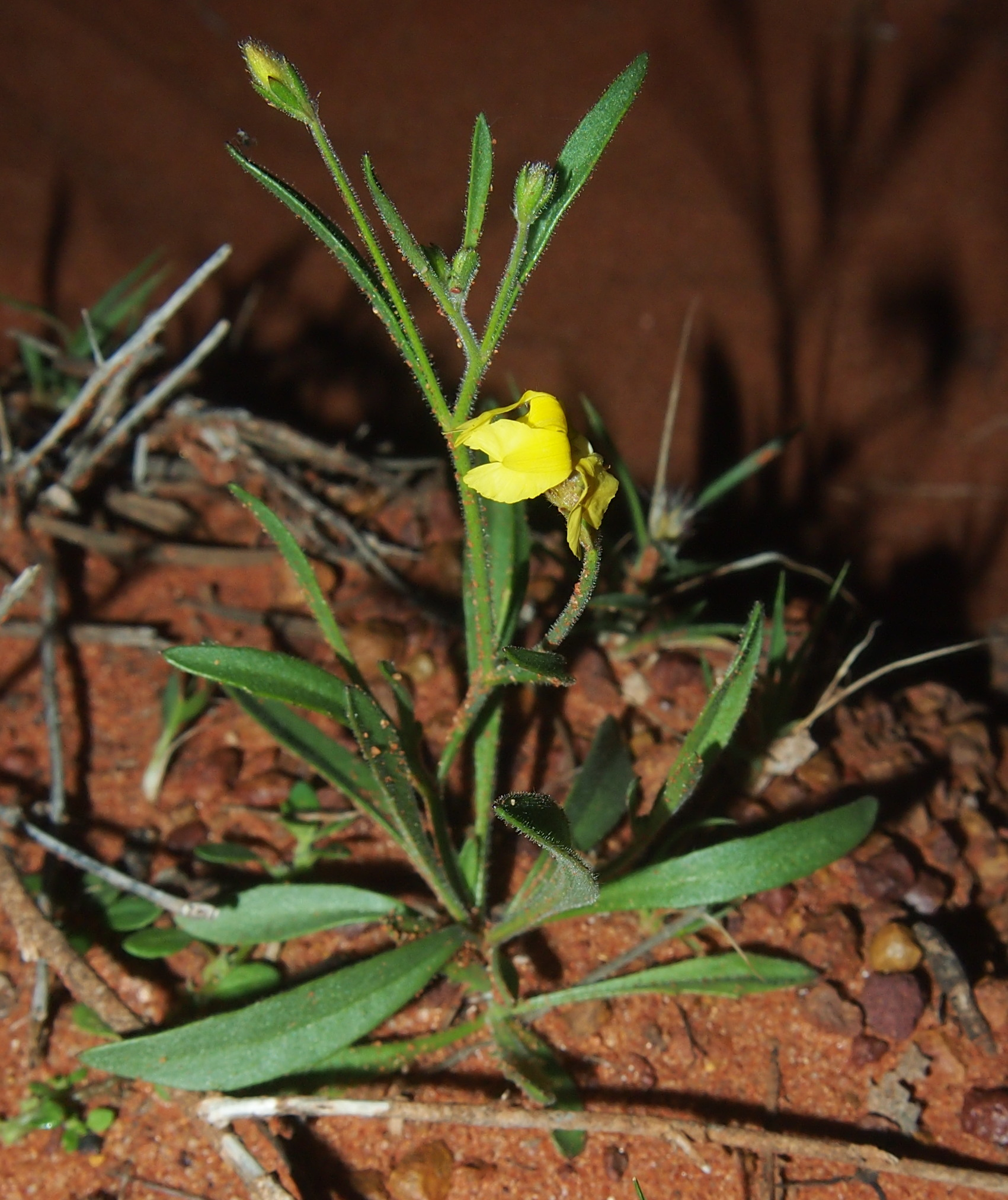
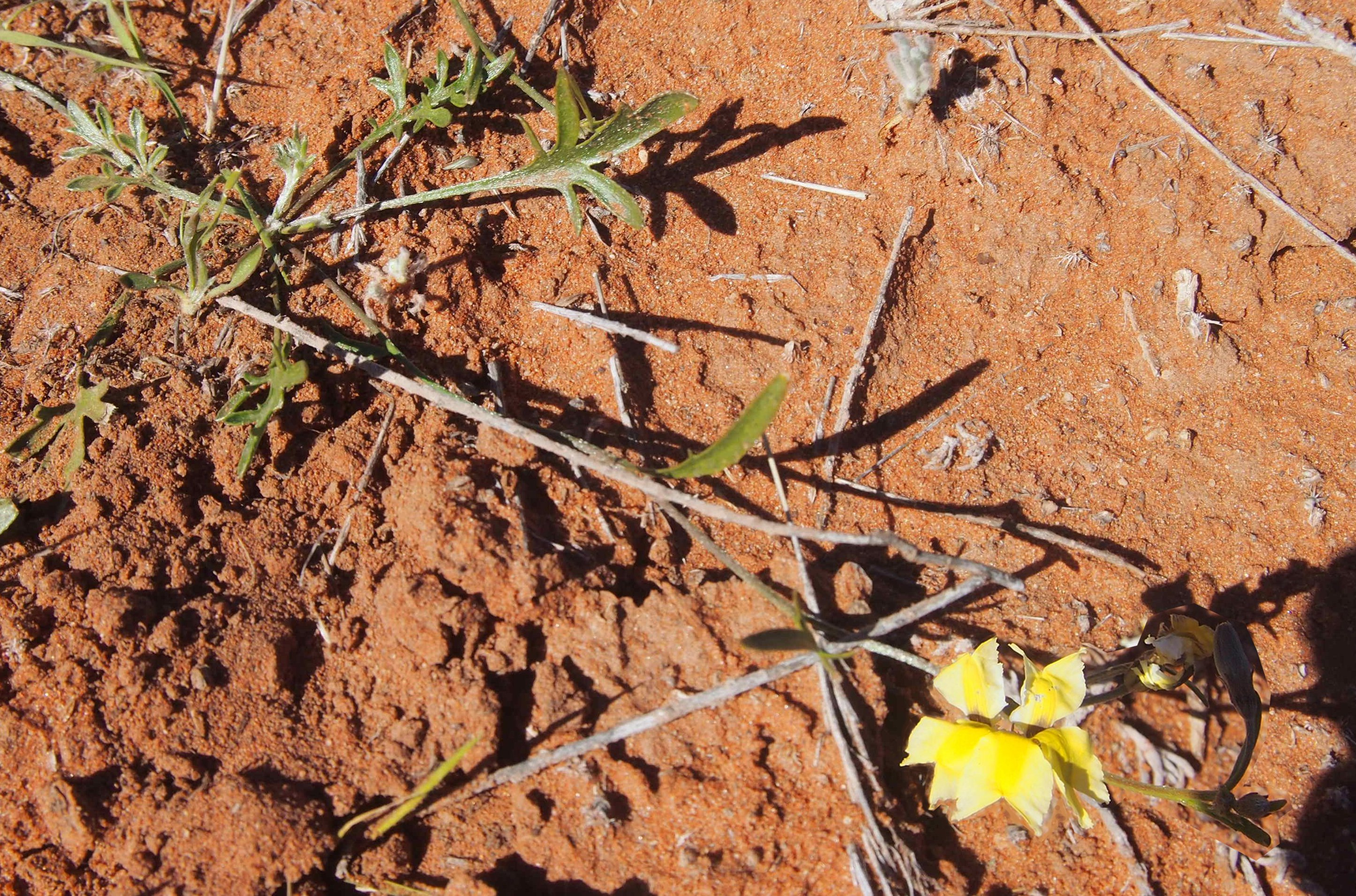